# Pype Hayes Hall

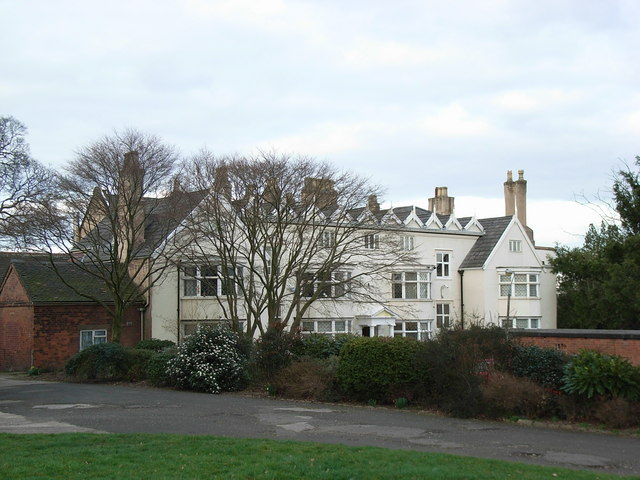
Pype Hayes Hall, Sitz der Familie Bagot.

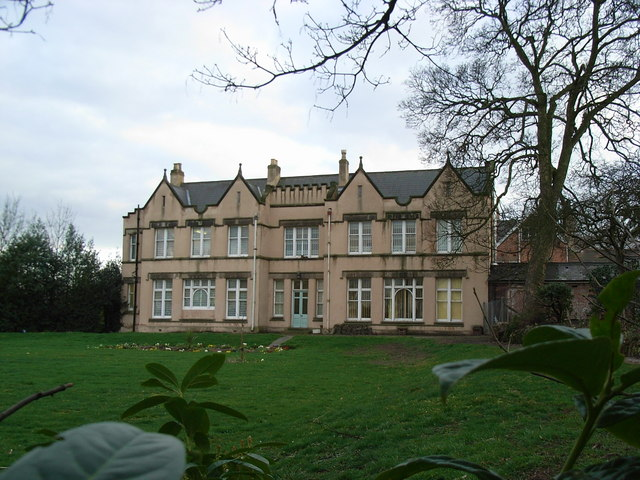
Rückansicht.

Pype Hayes Hall ist ein Landhaus im Pype’Hayes-Gebiet von Erdington, einem Vorort von Birmingham. Das Anwesen des Landhauses bildet den Pype Hayes Park. Früher gehörte das Gebiet zur englischen Grafschaft Warwickshire, wurde dann aber zusammen mit der übrigen Stadt Birmingham 1974 in den neuen Verwaltungsbezirk West Midlands eingegliedert. English Heritage hat das Haus als historisches Bauwerk II. Grades gelistet.

## Geschichte
Die Geschichte der Grundherrschaft von Pype liegt im Dunkeln, aber es scheint, dass die Grundherrschaft zum Witwenbesitz der Dorothy Arden, Tochter und Miterbin von Robert Arden aus Berwood (heute Castle Vale) gehörte. Dorothy war seit etwa 1625 mit Hervey Bagot, dem zweiten Sohn von Sir Hervey Bagot, 1. Baronet, verheiratet.
Bagot verleibte dem Anwesen viele Hektar Land ein und ließ um 1630 ein neues Landhaus mit Park bauen. Er lebte mit seiner Gattin 15 Jahre lang in dem Haus und fiel dann 1645 als royalistischer Colonel in der Schlacht von Naseby im englischen Bürgerkrieg. Nachfahren aus verschiedenen Familienzweigen der Bagots lebten über 250 Jahre lang in dem Landhaus. Später wurden Stallungen, die das Baujahr 1762 tragen, hinzugefügt und das Haus Mitte des 19. Jahrhunderts wesentlich erweitert und modernisiert.
Der Dichter Robert Southey (1774–1843) arbeitete in Pype Hayes Hall an seiner 1833 fertiggestellten Biografie von William Cowper, einem Freund der Familie Bagot.
Zwischen 1881 und 1888 verkauften die Bagots etwa 280 Hektar des Anwesens an das Birmingham Tame and Rea Drainage Board zur Schaffung und Erweiterung der Minworth Sewage Works (Kommunale Kläranlage). Das Haus wurde verpachtet und dann 1920 von den Bagots an die Stadt Birmingham verkauft. Die Stadtverwaltung ließ den Park des Landhauses in einen öffentlichen Erholungspark (Pype Hayes Park) umgestalten und das Haus diente verschiedenen sozialen Zwecken. Ab etwa 1949 bis in die 1970er-Jahre war Pype Hayes Hall ein Kinderheim.
2015 kaufte der Immobilienhändler Gerry Poutney das Landhaus und seine Nebengebäude; er kündigte an, sie in ein Hotel mit 60 Betten, Wellnessbereich und Schwimmbad umbauen zu wollen.

## Morde
Am 27. Mai 1974 wurde in Pype Hayes Hall die Kinderschwester Barbara Forrest ermordet. Michael Thornton wurde des Mordes angeklagt, der fast identisch mit einem Mord 157 Jahre zuvor war: Ermordet wurde am 27. Mai 1817 Mary Ashford; der Mörder war damals Abraham Thornton.